# زوران سيموفيتش
زوران سيموفيتش ، من مواليد 2 نوفمبر 1954 ، لاعب كرة قدم يوغسلافي سابق.
لعب مع منتخب يوغسلافيا لكرة القدم.

## وصلات خارجية
- زوران سيموفيتش على موقع قاعدة بيانات كرة القدم.إي يو (الإنجليزية)
- زوران سيموفيتش على موقع ناشيونال فوتبول تيمز (الإنجليزية)
- زوران سيموفيتش على موقع Soccerway.com (الإنجليزية)
- زوران سيموفيتش على موقع عالم كرة القدم.نت (الإنجليزية)